# التسخين الذاتي للهواء
المقصود بالتسخين الذاتي للهواء هو رفع درجة حرارته نتيجة للانضغاط وبدون إضافة أي وحدات حرارية جديدة إليه. ويحدث هذا التسخين عادة عندما يهبط الهواء بقوة على جوانب الجبال نحو السهول أو الوديان المجاورة؛ حيث أن هذا الهبوط يؤدي إلى انضغاطه ورفع درجة حرارته وتقليل حجمه. ويحدث عكس ذلك تمامًا إذا ارتفع الهواء إلى أعلى؛ حيث أنه في هذه الحالة يتمدد ويتخلخل مما يؤدي إلى برودته دون أن يفقد شيئًا من الوحدات الحرارية الموجودة به فعلًا. ويطلق على تبريد الهواء بهذا الشكل تعبير التبريد الذاتي Adiabatic Cooling، ويحدث عادة عندما يرتفع الهواء إلى أعلى بشكل تيارات صاعدة نتيجة لسخونة سطح الأرض أو بسبب مقابلته لحاجز جبلي مرتفع.
ومن الواضح أن التسخين أو التبريد الذاتي عبارة عن عملية ديناميكية صرفة لا علاقة لها بأشعة الشمس، وذلك بخلاف الحال بالنسبة للعمليات الأربعة الأخرى التي يكتسب الهواء في كل منها وحدات حرارية جديدة مصدرها الأصلي هو أشعة الشمس. ولو أن هذا الاكتساب يحدث غالبًا بطرق غير مباشرة.